# ميشيل دوماس
ميشيل دوماس هو لاعب هوكي جليد كندي، ولد في 8 يوليو 1949 في ثيتفورد ماينز في كندا.

## وصلات خارجية
- ميشيل دوماس على موقع دوري الهوكي الوطني (الإنجليزية)
- ميشيل دوماس على موقع قاعة مشاهير الهوكي (لاعب أن.إتش.أل) (الإنجليزية)
- ميشيل دوماس على موقع EliteProspects.com (الإنجليزية)
- ميشيل دوماس على موقع HockeyDB.com (الإنجليزية)
- ميشيل دوماس على موقع Hockey-Reference.com (الإنجليزية)